# Блінструбішкяй
Блінструбішкяй (Blinstrubiškiai) — село у Литві, Расейняйський район, Палепяйське староство, знаходиться за 3 км від Відукле.
2011 року в селі проживало 385 осіб. В селі розміщена каплиця, діє будинок престарілих.
Збереглася садиба, збудована в XVII столітті. 1879 року про природний світ околиць Блінструбішкяя опублікував книгу професор Едвард Янчевскі.
Біля села розміщене водосховище.

## Принагідно
- Мапа із зазначенням місцезнаходження
- Blinstrubiškiai[недоступне посилання з червня 2019]

| Литва | Це незавершена стаття з географії Литви. Ви можете допомогти проєкту, виправивши або дописавши її. |